# 幾寅站

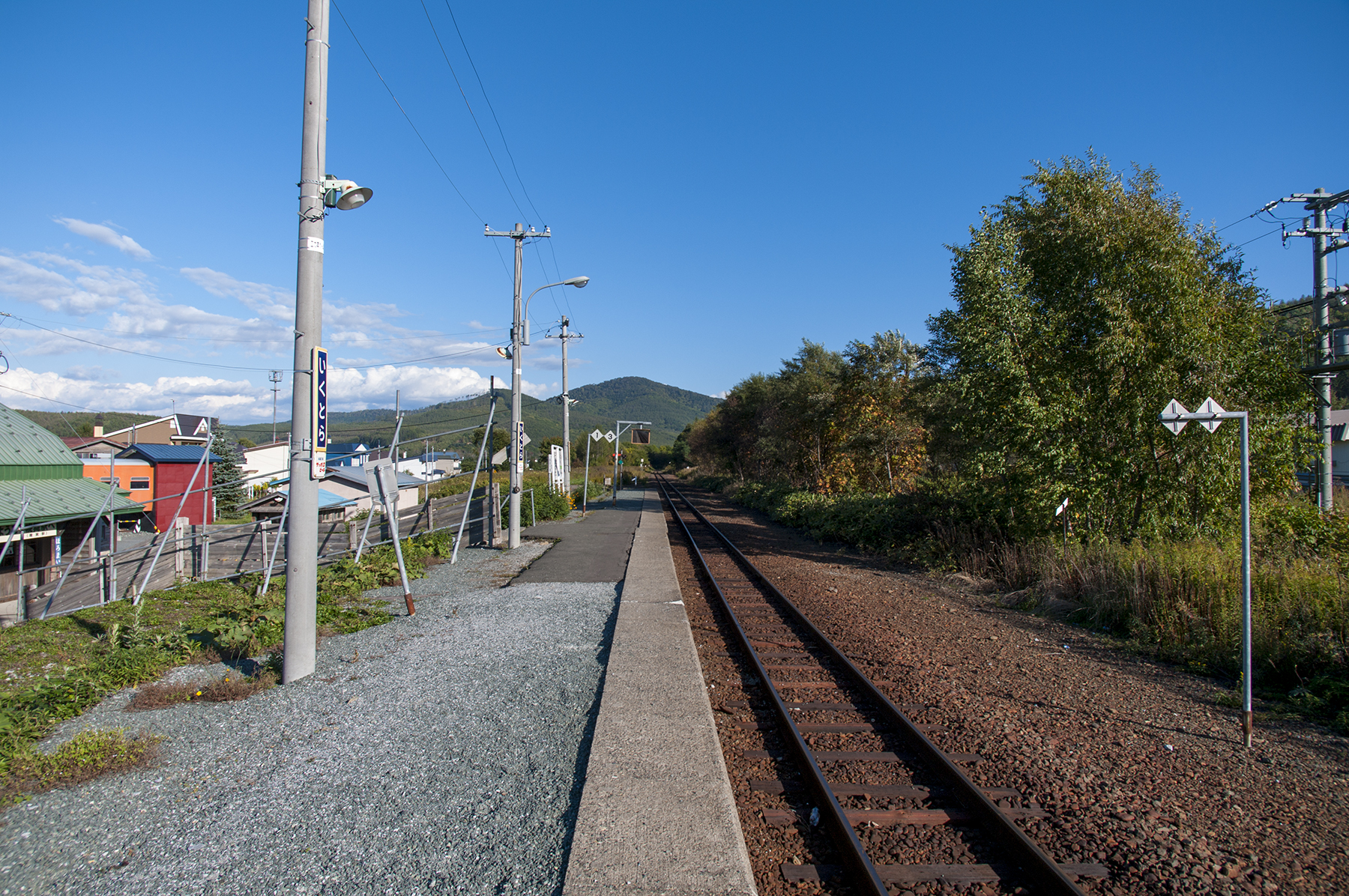
月台（2012年10月）

幾寅站（日语：／ Ikutora eki */?），曾位於北海道空知郡南富良野町字幾寅，屬於北海道旅客鐵道（JR北海道）根室本線的鐵路車站。車站編號為T36。電報略號為トラ，车站管理号为▲110407，它曾经是急行列车“狩胜”的停车站。
名稱源自阿伊努語的「yuk-turasi-pet」，意思為有鹿溯流而上的河川。

## 車站構造
- 1面1線的側式月台的無人車站。
- 车站原有两个岛式月台，两侧都是双面双轨月台，站房侧月台（出站月台）与站房之间有一条货物线。车站站房对侧的货物线在车站站房移至北侧后设置，线路位于车站南侧，车站站房和月台通过站铁路平过道连接。 站房对侧的货物线首先废除，其后站房同侧的货物线也因货运业务取消而废除，至1983年线路仍作为站线保留。1993年，该线富良野侧的道岔拆除，只保留泷川侧道岔。 在取消列车交换设备后，车站仅使用一个岛式平台和单侧线路。
- 车站站房位于线路北侧（面向根室方向的左侧），通过阶梯与路堤月台相连。木造站房於電影《鐵道員》拍攝時被改裝成石炭輸送路線終端站「幌舞站」。
- 候車室有電影拍攝相關的照片等展示，站房旁有電影拍攝時用的Kiha40型柴油客車展示。

## 車站周邊
幾寅的市街地、商店與住宅並立。
- 北海道道465號金山幾寅停車場線
- 國道38號
- 富良野警察署幾寅派出所
- 南富良野町公所
- 幾寅郵局（併設日本郵政富良野分店幾寅配送據點）
- 旭川信用金庫南富良野分店
- 富良野農業協同組合（JA富良野）南富良野分所
- 北海道南富良野高等學校。
- 南富良野滑雪場（南ふらのスキー場）
- 道路車站「南富良野」（道の駅『南ふらの』）：北之道路車站（北の道の駅）是一個遍及北海道各地的公路休息站系統。
- 南富良野町營循環巴士「農協前」、占冠村營巴士「幾寅車站前」站

## 歷史
- 1902年12月6日：作为北海道官設鐵道十勝線的車站開業。
- 1905年4月1日：移交給官設鐵道，改为官設鐵道的营业车站。
- 1909年10月12日：十胜线与钏路线合并，定名为钏路线，本站作为该线车站运营。
- 1913年11月10日：线路名称改为钏路本线，本站作为该线车站运营。
- 1921年8月5日：线路名称变更为根室本线，车站成为根室本线的车站。
- 1921年：幾寅森林軌道（馬車鉄道）开通，本站和幾寅久住站间长 14.7 公里， 在本站设土场 9.47 公顷。
- 1928年：幾寅森林軌道停运。
- 1933年2月：车站站房全部烧毁。
- 1933年6月：车站站房由南侧迁至北侧重建。
- 1949年6月1日：改组为日本国有鉄道（国鉄）。
- 1982年11月15日：停办货运。
- 1984年2月1日：停办行李业务，車站簡易委託。
- 1984年12月1日：廢除簡易委託，車站无人化。
- 1985年4月1日：恢复简易委托，重新开始发售车票。
- 1987年4月1日：在國鐵分割民營化後由JR北海道承繼。
- 1994年4月1日：由北海道旅客鐵道釧路分社改為北海道旅客鐵道總社管轄。
- 2003年4月1日：簡易委託廢除，完全無人化。
- 2005年：在站前广场放置了电影《铁道员》中使用的 Kiha 40 型车头。
- 2016年8月31日：由於受到颱風獅子山影响，包括本站在内的根室本线富良野站～音别站区间线路不通。
- 2016年10月17日：包括本站在内的东鹿越站～落合站之间开始提供巴士代行服务。
- 2017 年3 月 28 日：代行巴士运行区间改为东鹿越站～新得站。
- 2024年4月1日：隨富良野 - 新得区间廢線而廢站。

## 廢站後站房保存問題
雖然近年來因着列車停駛及使用人數不斷減少的情況，然而《鐵道員》為一齣甚為深入民心的電影，而化身「幌舞站」的幾寅站場景確實成為了南富良野町其中一個具有名氣的旅遊點，因此町役場仍打算在廢站後注資翻新及保留原有場景及站房，同時因應站房與當區道之驛非常接近，因此打算以加強鄰近城市（如帶廣、旭川等）的交通接駁等來活化設施。

## 其他
- 电影《铁道员》中，幾寅作为煤炭运输线的终点站“幌舞站”出现，车站站房翻新为电影外景地。
- 电影《铁道员》中作为“Kiha12型23号车”出现的Kiha40型764号车在2005年报废后，其车头的一部分保存了下来，被安装在幾寅站站前广场。
- 幾寅站候车室里陈列着电影《铁道员》拍摄相关的照片和道具、表演者的亲笔签名等，车站前的餐厅（注：已关闭）等外景地也被留下，很多粉丝前来参观。

## 相鄰車站
北海道旅客鐵道（JR北海道）
■根室本線
東鹿越（T35）－幾寅（T36）－落合（T37）

## 腳註
1. ↑  北海道庁.  (PDF). 北海道庁.   [2017-08-16]. （原始内容存档 (PDF)于2018-04-17）.
2. ↑  根室線駅　施設保存を…富良野―新得、今月で廃止 （页面存档备份，存于），讀賣新聞，2024年3月29日。
3. ↑  根室線の栄枯盛衰見つめた駅舎 南富良野町が観光資源で活用へ，NHK北海道，2024年4月8日。
4. ↑  南富良野町、映画「鉄道員（ぽっぽや）」ロケ地駅保存へ，日本經濟新聞，2024年3月5日
5. ↑  富良野―新得　廃線７駅利活用　費用が壁　保存案に反発も （页面存档备份，存于），北海道新聞，2024年1月9日。

## 外部連結
- （日語）幾寅站 （页面存档备份，存于）
- （日語）參觀全部車站之旅 （页面存档备份，存于）

43°9′42″N 142°34′10″E / 43.16167°N 142.56944°E